# Arena Football League (2007)
Sezon Arena Football League 2007 – dziewiętnasty sezon Arena Football League.
Zwyciężyła drużyna Dallas Desperados (wygranych 93,8%). Zwycięzcą ArenaBowl zostali San Jose SaberCats.

## Sezon Zasadniczy

### Miejsca po zakończeniu sezonu
- Zwycięzca: Dallas Desperados
- Drugie miejsce: Georgia Force
- Trzecie miejsce: San Jose SaberCats
- Czwarte miejsce: Chicago Rush
- Piąte miejsce: Kansas City Brigade
- Szóste miejsce: 
  - Los Angeles Avengers
  - Tampa Bay Storm
- Ósme miejsce: Orlando Predators
- Dziewiąte miejsce:
  - Colorado Crush
  - Utah Blaze
- Jedenaste miejsce: Philadelphia Soul
- Dwunaste miejsce: Columbus Destroyers
- Trzynaste miejsce: Nashville Kats
- Czternaste miejsce: New Orleans VooDoo
- Piętnaste miejsce: New York Dragons
- Szesnaste miejsce:
  - Grand Rapids Rampage
  - Arizona Rattlers
- Osiemnaste miejsce: Austin Wranglers
- Dziewiętnaste miejsce: Las Vegas Gladiators

### Tabele
- M - Rozegrane mecze
- W - Wygrane
- P - Przegrane
- % - Procent wygranych
- WD - Wygrane w Dywizji
- PD - Przegrane w Dywizji
- %D - Procent wygranych w Dywizji
- zielone tło - drużyna zakwalifikowała się do play off

#### National Conference
| Eastern Division    | M  | W  | P  | %    | WD | PD | %D    |
| ------------------- | -- | -- | -- | ---- | -- | -- | ----- |
| Dallas Desperados   | 16 | 15 | 1  | 93,8 | 6  | 0  | 100,0 |
| Philadelphia Soul   | 16 | 8  | 8  | 50,0 | 2  | 4  | 33,3  |
| Columbus Destroyers | 16 | 7  | 9  | 43,8 | 3  | 3  | 50,0  |
| New York Dragons    | 16 | 5  | 11 | 31,2 | 1  | 5  | 16,7  |

| Southern Division  | M  | W  | P  | %    | WD | PD | %D    |
| ------------------ | -- | -- | -- | ---- | -- | -- | ----- |
| Georgia Force      | 16 | 14 | 2  | 87,5 | 8  | 0  | 100,0 |
| Tampa Bay Storm    | 16 | 9  | 7  | 56,2 | 4  | 4  | 50,0  |
| Orlando Predators  | 16 | 8  | 8  | 50,0 | 5  | 3  | 62,5  |
| New Orleans VooDoo | 16 | 5  | 11 | 31,2 | 2  | 6  | 25,0  |
| Austin Wranglers   | 16 | 4  | 12 | 25,0 | 1  | 7  | 12,5  |

#### American Conference
| Central Division     | M  | W  | P  | %    | WD | PD | %D   |
| -------------------- | -- | -- | -- | ---- | -- | -- | ---- |
| Chicago Rush         | 16 | 12 | 4  | 75,0 | 6  | 2  | 75,0 |
| Kansas City Brigade  | 16 | 10 | 6  | 62,5 | 4  | 4  | 50,0 |
| Colorado Crush       | 16 | 8  | 8  | 50,0 | 4  | 4  | 50,0 |
| Nashville Kats       | 16 | 7  | 9  | 43,8 | 3  | 5  | 37,5 |
| Grand Rapids Rampage | 16 | 4  | 12 | 25,0 | 3  | 5  | 37,5 |

| Western Division     | M  | W  | P  | %    | WD | PD | %D    |
| -------------------- | -- | -- | -- | ---- | -- | -- | ----- |
| San Jose SaberCats   | 16 | 13 | 3  | 81,2 | 8  | 0  | 100,0 |
| Los Angeles Avengers | 16 | 9  | 7  | 56,2 | 4  | 4  | 50,0  |
| Utah Blaze           | 16 | 8  | 8  | 50,0 | 4  | 4  | 50,0  |
| Arizona Rattlers     | 16 | 4  | 12 | 25,0 | 3  | 5  | 37,5  |
| Las Vegas Gladiators | 16 | 2  | 14 | 12,5 | 1  | 7  | 12,5  |

## Play Off

### Dzika karta
06/29/07
Orlando Predators 26:41 Philadelphia Soul
06/30/07
Columbus Destroyers 56:55 Tampa Bay Storm
06/30/07
Colorado Crush 49:42 Kansas City Brigade
07/02/07
Utah Blaze 42:64 Los Angeles Avengers

### Divisional Playoffs
07/07/07
Colorado Crush 67:76 San Jose SaberCats
07/07/07
Columbus Destroyers 66:59 Dallas Desperados
07/08/07
Philadelphia Soul 39:65 Georgia Force
07/09/07
Los Angeles Avengers 20:52 Chicago Rush

### Mistrzostwa Konferencji
07/14/07
Columbus Destroyers 66:56 Georgia Force
07/14/07
Chicago Rush 49:61 San Jose SaberCats

### ArenaBowl XXI
07/29/07
Columbus Destroyers 33:55 San Jose SaberCats